# حسين راجابو
حسين راجابو سياسي سابق بوروندي، تولى منصب زعيم الحزب الحاكم، (حزب قوات الدفاع عن الديموقراطية) إلى شهر فبراير 2007. بعد ذلك التاريخ تمت تنحيته من الحزب خلال المؤتمر الأخير للحزب عام 2008، تم الحكم عليه بالسجن 13 سنة بتهم التخطيط لثورة مسلحة وسبّ رئيس الدولة.

## روابط خارجية
- "Radjabu Hussein sentenced to 13 years of imprisonment". Bujumbura: Burundi Réalités. 5 أبريل 2008. مؤرشف من الأصل في 2016-03-04. اطلع عليه بتاريخ 2010-01-25.